# 樋口恭介
樋口 恭介（ひぐち きょうすけ、1989年2月 -）は、日本のSF作家、SFプロトタイパー。岐阜県羽島市出身、愛知県在住。2023年より、東京大学大学院客員准教授。

## 経歴・人物
1989年、岐阜県羽島市の生花店に生まれる。 本人曰く、「家族はみんな明るい」。子供の頃の暮らしは貧しかったが、「でもなんとかなるっしょってみんな思ってて、僕もそう思ってて、実際なんとかなった」。パンクロックからの影響を公言しており、中学二年生の時にテレビのCMで流れてきたニルヴァーナを聴いたことがきっかけだったという。
高校の同級生にのちに映画監督となる堀江貴大がいた。
早稲田大学文学部卒。大学二年生のころには、要素還元主義的な読解に基づいて文章を書き、都甲幸治によくないと指摘されたという。
卒業後はITコンサルタントとして外資系企業に勤務。
2017年、投稿作「構造素子」が第5回ハヤカワSFコンテストで〈大賞〉を受賞し、作家デビューした。
2018年、「構造素子」で言及したワンオートリックス・ポイント・ネヴァーのアルバム『Age Of』では歌詞監訳を担当している。
2020年、エッセイ集『すべて名もなき未来』を晶文社より刊行。また、同年よりスタートアップ企業「Anon Inc.」のCSFO（Chief Science Fiction Officer）を務める。
2021年、樋口の雑誌「SFマガジン」への持ち込み企画として実現した「異常論文」特集が当たり、特集号（2021年6月号）が売れただけではなく、それに書き下ろし作品を増補して文庫化した『異常論文』（2021年10月刊）が、短期間で増刷を重ねた。さらに、「SFマガジン」編集長の塩澤快浩の依頼を受けて「読みたくても高騰していてなかなか読めない幻の絶版本を、読んだことのない人が、タイトルとあらすじと、それから読んだことのある人からのぼんやりとした噂話だけで想像しながら書いてみた特集」を企画したが、岡和田晃ら読者から批判が寄せられ中止となってしまった。
また、2021年7月刊行の『未来は予測するものではなく創造するものである ――考える自由を取り戻すための〈SF思考〉』にて、第4回八重洲本大賞を受賞した。（同時受賞は、イタリアの理論物理学者兼作家 カルロ・ロヴェッリの著作『時間は存在しない』であった。）

## 作品リスト

### 単行本
小説
- 『構造素子』 早川書房、2017年11月。ISBN 978-4152097279 / ハヤカワ文庫JA、2020年6月。ISBN 978-4150314378

評論集
- 『すべて名もなき未来』 晶文社、2020年5月。ISBN 978-4794971777
- 『未来は予測するものではなく創造するものである―考える自由を取り戻すための〈SF思考〉』 筑摩書房、2021年7月。ISBN 978-4480864765

### 編纂書
- 『異常論文』（ハヤカワ文庫JA、2021年10月）[11] ISBN 978-4150315009

### 寄稿

#### 小説作品
- 「輪ゴム飛ばし師」 : 『小説すばる』2018年10月号 集英社 2018年9月発売 掲載
- 「NEURO ECONOMY 2029-2056」 : 『WIRED』VOL.31 コンデナスト・ジャパン 2018年11月発売 掲載
- 「一〇〇〇億の物語」 : 『S-Fマガジン』2019年4月号 早川書房 2019年2月発売 掲載
- 「The System of Hyper-Hype Theory-Fictions」 : 『現代思想』2019年6月号 青土社 2019年5月発売 掲載
- 「瞬きと瞬き」 : 『文學界』2019年9月号 文藝春秋 2019年8月発売 掲載
- 「Windows96」 : 『ユリイカ』2019年12月号 青土社 2019年11月発売 掲載
- 「盤古」 : 『文藝』2020年春季号 河出書房新社 2020年1月発売 掲載
- 「My Parents' Cat」「Playing Alive」「Quantum Girl」（Toshiya Kamei訳） : 『Japanese Fantasy Drabbles (Insignia Drabbles Book 1)』 Black Wings & White Paper Publishing 2020年4月発売 掲載
- 「言語機能の契約失効に関する大切なお知らせ」 : 展覧会『電話展示｜Emergency Call』 2020年4月30日 発表
- 「踊ってばかりの国」 : 『WIRED』VOL.37 コンデナスト・ジャパン 2020年6月発売 掲載
- 「Executing Init and Fini」 : 『S-Fマガジン』2020年8月号 早川書房 2020年6月発売 掲載
- 「交換日記」  : 『ユリイカ』2020年12月号 青土社 2020年11月発売 掲載
- 「時間の中のホテル」：『magazine ii』創刊号 ミクシィ 2021年4月配布 掲載
- 「愛の夢」 : 『ポストコロナのSF』ハヤカワ文庫JA 早川書房 2021年4月発売 収録
- 「@wLYInok5twrnaCq」 : 『文藝』2021年秋季号 河出書房新社 2021年7月発売 掲載
- 「BV-47」 : 『文學界』2021年8月号 文藝春秋 2021年7月発売 掲載
- 「場所（Spaces）」（笠井康平との共作） : 『異常論文』ハヤカワ文庫JA 早川書房 2021年10月発売 収録
- 「X-7329」 : 『AIとSF 2』ハヤカワ文庫JA 早川書房 2024年11月発売 収録

#### エッセイ・評論等
- 「大賞『構造素子』著者 樋口恭介氏コメント」 : 『S-Fマガジン』2017年12月号 早川書房 2017年10月発売 掲載
- 「稀代の無国籍多言語作家 エメーリャエンコ・モロゾフ」 : 『小説すばる』2018年1月号 集英社 2017年12月発売 掲載
- 「2018年のわたし」 : 『SFが読みたい! 2018年版』早川書房 2018年2月発売 掲載
- 「この世界のこの私」 : 『文學界』2018年4月号 文藝春秋 2018年3月発売 掲載
- 「OPNに捧げる序文」 : 『ele-king』vol.22 Pヴァイン 2018年6月発売 掲載
- 「拡散する宇宙 あるいは暇を持て余した天使の詩」 : trialog Vol.3（trialog-project 2018年9月26日 掲載）
- 「すべての可能な子どもたち」 : 『BRUTUS』No.884 マガジンハウス 2018年12月発売 掲載
- 「2019年のわたし」 : 『SFが読みたい! 2019年版』早川書房 2019年2月発売 掲載
- 「全宇宙最強のヤバイマン、草野原々」 : 『小説すばる』公式サイト 2019年2月15日配信 掲載
- 「ディストピア / ポストアポカリプス」 : 『現代思想』2019年5月臨時増刊号 青土社 2019年4月発売 掲載
- 「『受賞第一作』解説」 : 佐川恭一『受賞第一作』 破滅派 2019年8月発売 掲載
- 「忘却の記憶――言葉の壺に纏わる、九つの断章」 : 『S-Fマガジン』2019年10月号 早川書房 2019年8月発売 掲載
- 「明晰な虚構の語り、文学だけが持ちうる倫理」 : 『文學界』2019年10月号 文藝春秋 2019年9月発売 掲載
- 「ホワイト・ピルと、愛の消滅」 : 『文藝』2019年冬季号 河出書房新社 2019年10月発売 掲載
- 「あいまいな全知の神々、未来の思い出とのたわむれ」 : 『S-Fマガジン』2019年12月号 早川書房 2019年10月発売 掲載
- 「亡霊の場所―大垣駅と失われた未来」 : 『LOCUST』vol.3 ロカスト編集部 2019年11月発売 掲載
- 「苦しみが喜びに転化する場所としての〈マネジメント〉 『地面師たち』書評」 : 集英社文芸・公式note 2019年12月30日配信 掲載
- 「生まれなおす奇跡」 : 『文學界』2020年2月号 文藝春秋 2020年1月発売 掲載
- 「2020年のわたし」 : 『SFが読みたい! 2020年版』早川書房 2020年2月発売 掲載
- 「怒ることの練習」 : 『WIRED』ウェブ版 コンデナスト・ジャパン 2020年4月19日配信 掲載
- 「Enduring Life (in the time of Corona)」 : 『思想としての〈新型コロナウイルス禍〉』河出書房新社 2020年5月発売 掲載
- 「たった一人のパンク・ロック──ノイズ作家、Kazuma Kubotaのこと」 : 『ele-king』ウェブ版 Pヴァイン 2020年6月4日配信 掲載
- 「華氏451度の思い出」 : 『S-Fマガジン』2020年10月号 早川書房 2020年8月発売 掲載
- 「無為の世界」 : 『週刊読書人』2020年8月28日号 読書人 2020年8月28日発売 掲載
- 「都市の崩壊、宇宙の拡大」：『週刊読書人』2020年9月18日号 読書人 2020年9月18日発売 掲載
- 「国は金を刷れ、問題には札束で対抗せよ」：『現代ビジネス』講談社 2020年10月18日配信 掲載
- 「Long Road Home」：『Mikiki』タワーレコード 2020年11月6日配信 掲載
- 「退屈な都市と退屈なSF、過去に語られた未来から逃れるために」：『生環境構築史』vol.001 窓研究所 2020年12月5日配信 掲載
- 「物語、嘘、愛、あらゆる透明性に対する抵抗」 : 『S-Fマガジン』2021年2月号 早川書房 2020年12月発売 掲載
- 「未来を破壊する」 : 『文藝』2021年春季号 河出書房新社 2021年1月発売 掲載
- 「正常としての異常な世界を生きること、あるいは異常者＝正常者のためのセルフヘルプ」：『Hayakawa Books & Magazines（β）』早川書房 2021年2月10日配信 掲載
- 「音楽が終わったら、明かりを消して、外へ」 : 『文學界』2021年9月号 文藝春秋 2021年8月発売 掲載
- 「異常論文のこと」：『ゲンロンα』ゲンロン 2021年11月10日配信 掲載
- 「異常論文と異常空間」：『ゲンロンβ』ゲンロン 2021年11月29日配信 掲載
- 「欲望・執筆・生活」：『生活考察』Vol.08 タバブックス 2021年12月22日発売 掲載